# 鵜川昇
鵜川 昇（うかわ のぼる、1920年8月10日 - 2007年11月27日）は、日本の教育関係者。茗渓会会長、学校法人茗溪学園理事長、学校法人桐蔭学園理事長、桐蔭横浜大学学長、自民党かながわ政治大学校初代校長などを務めた。

## 来歴・人物
東京に生まれる。旧制私立芝中学校から東京高等師範学校に学ぶ。卒業後は軍隊に入隊し、終戦後は車の修理業に携わり成功を収めるも、カスリーン台風により工場が水没し資産の大半を失う。
その後再起に向けて教職に就き、最初は栃木県立栃木高等学校に職（国語科）を得た。このとき、烏山町に住んでいた戦前からのプロレタリア作家の江口渙に教えを乞うたこともあった。この時期の教え子に後の沖縄大学教授の宇井純がいる。
しかしレッドパージの影響で栃木高校を去り、上京して東京都立小山台高等学校で教鞭をとるようになり、同校で大学進学指導に力を入れる。小山台高校で教える傍ら、予備校で教壇に立った事もあった。そして、当時小山台高校のPTA会長で、後に桐蔭学園初代理事長となる柴田周吉（三菱化成会長）の知遇を得たことで桐蔭学園の設立に参画し、1964年の高校開校と同時に初代の学校長に就いた。その後、柴田の死後には理事長を兼任し、終生その職にあった。
2007年11月27日、多臓器不全のため横浜総合病院にて永眠。満87歳。

## 略歴
- 1948年 栃木高校に勤務
- 1949年 小山台高校に勤務
- 1963年 学校法人桐蔭学園設立委員
- 1964年 桐蔭学園高校校長
- 1976年 神奈川県教育委員会委員長（1978年まで）
- 1981年 第13期中央教育審議会臨時委員（1983年まで）
- 1984年 学校法人桐蔭学園理事長
- 1988年 桐蔭学園横浜大学（現：桐蔭横浜大学）学長